# 伊吉迪沙漠
伊吉迪沙漠（阿拉伯语：‎）是西北非地区一沙漠，主要位于阿尔及利亚西南部的廷杜夫省，以及马里、毛里塔尼亚北部。

## 地理
伊吉迪沙漠为沙质沙漠，线性沙丘长达400km。该地位于撒哈拉沙漠的西北部，时有哈马丹风。最高海拔540m。
相比临近的舍什沙漠，伊吉迪沙漠要湿润一些。沙漠东北缘地下水较为丰富。因有季节性的植被覆盖，夏季会有放牧活动。有细角瞪羚种群生活在伊吉迪沙漠。